# Peropyrrhicia maculata
Peropyrrhicia maculata är en insektsart som beskrevs av Schulthess Schindler 1898. Peropyrrhicia maculata ingår i släktet Peropyrrhicia och familjen vårtbitare. Inga underarter finns listade i Catalogue of Life.